# 截果柯
截果柯（学名：Lithocarpus truncatus）是壳斗科柯属的植物。分布在缅甸、印度以及中国大陆的云南、西藏等地，生长于海拔500米至1,000米的地区，多生在山地常绿阔叶林或河谷两岸，目前尚未由人工引种栽培。

## 别名
截头石栎 截头柯